# موشع (مكيراس)

تعديل مصدري - تعديل

موشع هي إحدى قرى عزلة مكيراس بمديرية مكيراس التابعة لمحافظة البيضاء، بلغ تعداد سكانها 21 نسمة حسب تعداد اليمن لعام 2004.